# Eumachia

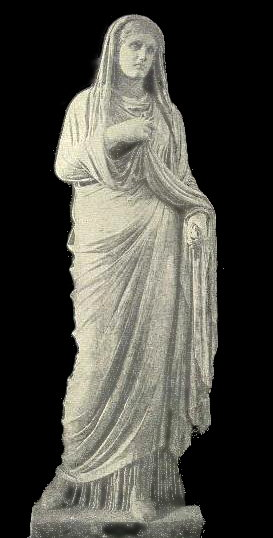
La statua di Eumachia

Eumachia è stata una sacerdotessa romana di Venere a Pompei, vissuta durante la prima metà del I secolo.

## Biografia
Figlia di Lucio, un ricco campano, che aveva fatto la sua fortuna grazie alla vendita e produzione di vino, probabilmente trasferitosi a Pompei al tempo di Augusto, Eumachia sposò un ricco ed influente uomo della famiglia dei Numistro, da cui ebbe un figlio, Marco Frontone. A seguito della morte del marito, ereditò la sua attività commerciale, dedita alla produzione della lana: divenne così una delle personalità più influenti della città, tanto da essere messa a capo della corporazione dei fullones. A lei si deve la costruzione, nei pressi del Foro, del cosiddetto Edificio di Eumachia, probabilmente il mercato della lana, edificato allo scopo di avviare la carriera politica del figlio, ma anche per esaltare la Concordia Augusta: era comunque usanza finanziare importanti opere pubbliche in epoca romana e questo fenomeno prendeva il nome di evergetismo. Eumachia divenne inoltre sacerdotessa di Venere, come testimoniato da una statua, ritrovata in una nicchia dell'edificio da lei costruito, che la ritraeva abbigliata con paramenti sacri, sotto la quale era riportata la scritta:
La donna fece inoltre edificare una tomba per la sua famiglia nella necropoli nei pressi di Porta Nocera.